# Freedom 251
Das Freedom 251 ist ein Smartphone, das vom indischen Start-Up Unternehmen Ringing Bells hergestellt und vertrieben wird. Es wird nur in Indien angeboten; der vom indischen Staat subventionierte Kaufpreis beträgt lediglich 251 Rupien, umgerechnet etwa 3,28 Euro. Ausgestattet ist das Gerät mit dem Betriebssystem Android in der Version „Lollipop“. Der Namensbestandteil 251 ist an den Kaufpreis in indischen Rupien angelehnt.
Das Gerät wird der indischen Bevölkerung ohne Vertragsbindung an einen Mobilfunkprovider zum freien Kauf angeboten. Diese vom indischen Staat subventionierte Initiative geht auf den indischen Premierminister Narendra Modi zurück, der in einer Ansprache seinen Wunsch geäußert hat, alle etwa 1,3 Milliarden Einwohner seines Landes den Zugang zu digitalen Medien ermöglichen zu wollen.
Erhältlich war das Smartphone bis jetzt nur vom 18. bis zum 21. Februar. Weil die Website an diesen Tagen zusammenbrach, wurden lediglich 30.000 Smartphones im Voraus gekauft. Derzeit (Mai 2015) steht es laut dieser nicht zum Verkauf.

## Finanzierung und Kritik
Im Grunde ist ein Mobiltelefon, gleich welcher Bauart, nicht zu einem Preis von etwa 3 Euro wirtschaftlich gewinnbringend herstellbar. Selbst wenn keine Gewinnerzielungsabsicht im Hintergrund eines Geschäftsmodells steht, ist solch ein Gerät nicht für einen derartig niedrig angesiedelten Preis herstellbar; jedes konventionelle Wirtschaftsunternehmen würde mit solch einem Angebot massive Verluste erwirtschaften. Branchenanalytiker beziffern alleine die Herstellungskosten pro Gerät auf etwa 20 Euro.
Die vorgestellten Prototypen stellten sich als modifiziertes Modell des Smartphones Adcom Ikon 4 heraus, welches aber circa 50 Euro kostet. Bei Verkaufsstart im Februar hatte das Unternehmen Ringing Bells noch keine Produktionsstätten und entsprechende Lizenzen um Handys zu produzieren und zu verkaufen.